# Burg Stadeck (Steiermark)
Die Burg Stadeck, auch Burg Endritz genannt, ist eine abgegangene Höhenburg in der heutigen Gemeinde Stattegg in der Steiermark. Ihre Geschichte geht bis in das 12. Jahrhundert zurück. Heute ist nur mehr der Burgberg mit einigen Mauerresten erhalten.

## Lage
An der Stelle, an der sich früher wahrscheinlich der Meierhof befand, befindet sich heute das Gasthaus Huberwirt. Südlich davon, zwischen Huberwirt und Volksschule, steht der Stattegger „Schlossberg“ mit erkennbaren Resten des Steinmauerwerks der Burg. Das Plateau des Burgbergs wird heute als Festplatz der Freiwilligen Feuerwehr genutzt.

## Name
Die Bedeutung des Namens leitet sich von den althochdeutschen Worten „sta“ = stehen und „eck/egg“ = scharfer Geländewinkel (ca. 120°) ab. Die Burg stand dort, wo das ebene Gelände am Berg „ansteht“.

## Geschichte
Die genaue Baugeschichte der Burg ist unbekannt. Vermutlich wurde sie im 12. Jahrhundert von Hartnit von Ort erbaut, um die Straße vom Grazer Becken in das Becken von Semriach zu überwachen. Die Burg war ein Lehen der Erzbischöfe von Salzburg, wobei unbekannt ist, wie sie in ihren Besitz kamen. Zuerst saßen wahrscheinlich Burggrafen als Verwalter auf dem Anwesen, deren Namen und Geschlecht jedoch unbekannt sind. Der erste namentlich genannte Besitzer war Rudolf, ein Neffe Ottos von Kapfenberg, der sich ab 1192 von Stadeck nannte. Ab der Mitte des 14. Jahrhunderts scheint die Burg an Bedeutung verloren zu haben, und es saßen wahrscheinlich nur mehr Dienstmannen der Stadecker auf ihr.
Nach dem Aussterben der Stadecker im Jahr 1400 verlieh Herzog Wilhelm am 28. Juli 1400 alle Stadtecker Güter, so auch die nur mehr als Burgstall erhaltene Burg, an seinen Bruder Herzog Ernst. Dieser gab sie als Afterlehen an die Grafen von Montfort weiter. 1403 wurde der Besitz vom Salzburger Erzbischof ebenfalls an die Montforter verliehen. Der Lehensbesitz des Erzbischofes lässt sich erst ab dem 15. Jahrhundert urkundlich nachweisen. Es gilt aber als gesichert, dass die Burg bereits vorher ein Lehen der Bischöfe war. Die letzte nachweisbare Belehnung durch die Salzburger erfolgte im Jahr 1498. Die letzte namentliche Erwähnung der Burg fand 1472 durch den Pfarrer des Ortes statt, der eine Wiese in der Nähe des Anwesens an seinen Nachfolger verkaufte.
Eine Legende besagt, dass es einen unterirdischen Tunnel zwischen der Burg Stadeck und der Burg am Grazer Schloßberg gibt. Zeitlich gesehen ist das möglich, da beide Burgen zur selben Zeit errichtet wurden. Da bis heute kein Anzeichen von diesem Tunnel gefunden wurde, ist es unwahrscheinlich, dass dieser Tunnel existiert, beziehungsweise je existiert hat.

## Beschreibung
Auf einem steil aufragenden, mit Bäumen bewachsenen, kleinen Burgberg ist an der Nordseite eine größere Fläche mit Efeu überwachsenen Steinmauerwerks erhalten. Auch an dem Weg, der auf das Plateau des ‚Bergs‘ führt, sind Reste von Mauerwerk zu erkennen.